# Cryptocercus wrighti
Cryptocercus wrighti är en kackerlacksart som beskrevs av Burnside, Smith och Kambhampati 1999. Cryptocercus wrighti ingår i släktet Cryptocercus och familjen Cryptocercidae. Inga underarter finns listade i Catalogue of Life.